# Lucette
Lucette è un film muto del 1924 diretto da Louis Feuillade e da Maurice Champreux.

## Produzione
Il film fu prodotto dalla Société des Etablissements L. Gaumont.

## Distribuzione
Distribuito dalla Société des Etablissements L. Gaumont, uscì nelle sale cinematografiche francesi il 21 novembre 1924.